# Štětconoš ořechový
Štětconoš ořechový (Calliteara pudibunda) je polyfágní druh nočního motýla z čeledi bekyňovitých. Jedná se o nejběžnějšího štětconoše na území České republiky.

## Popis

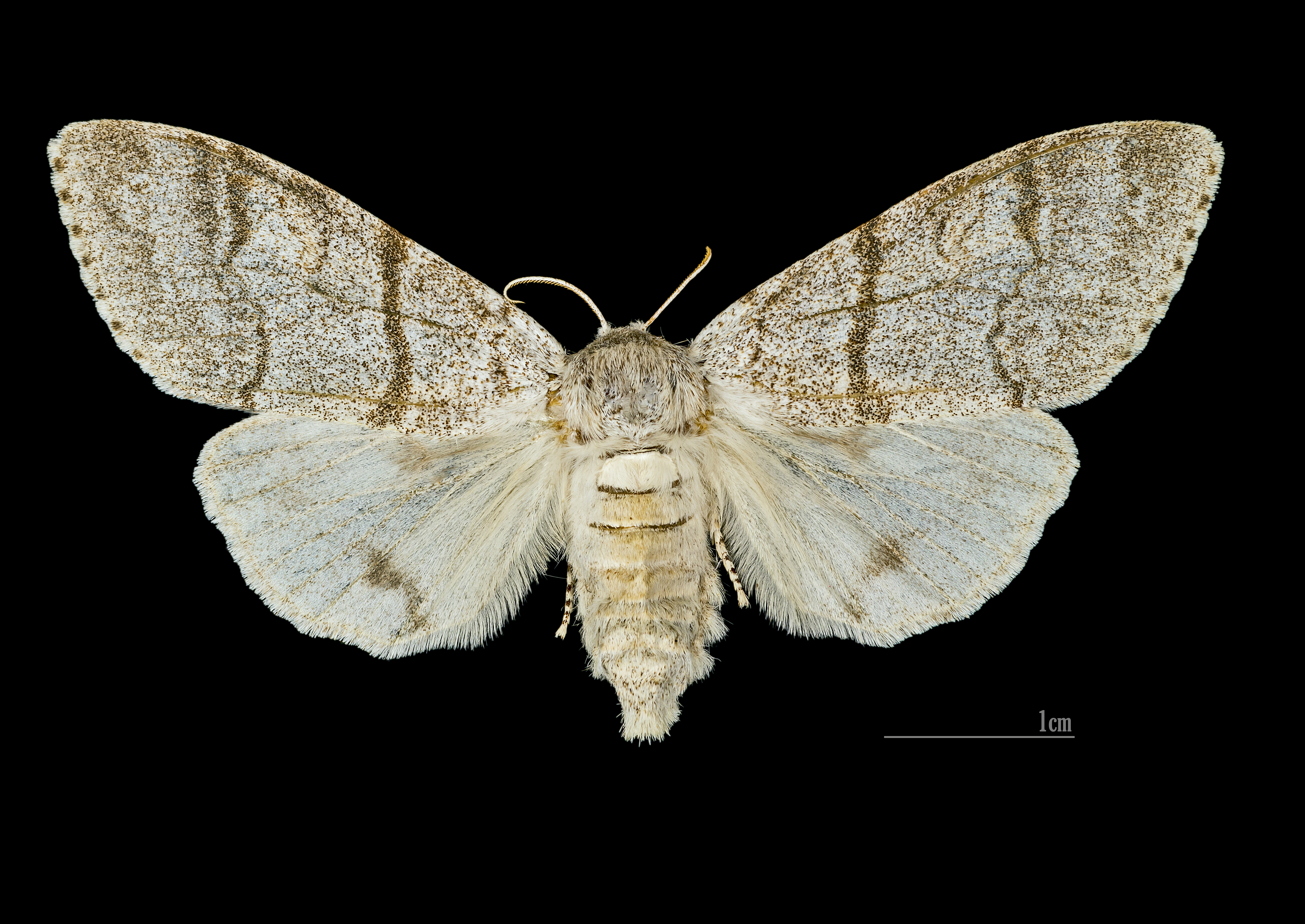
Sbírkový exemplář
(samice)

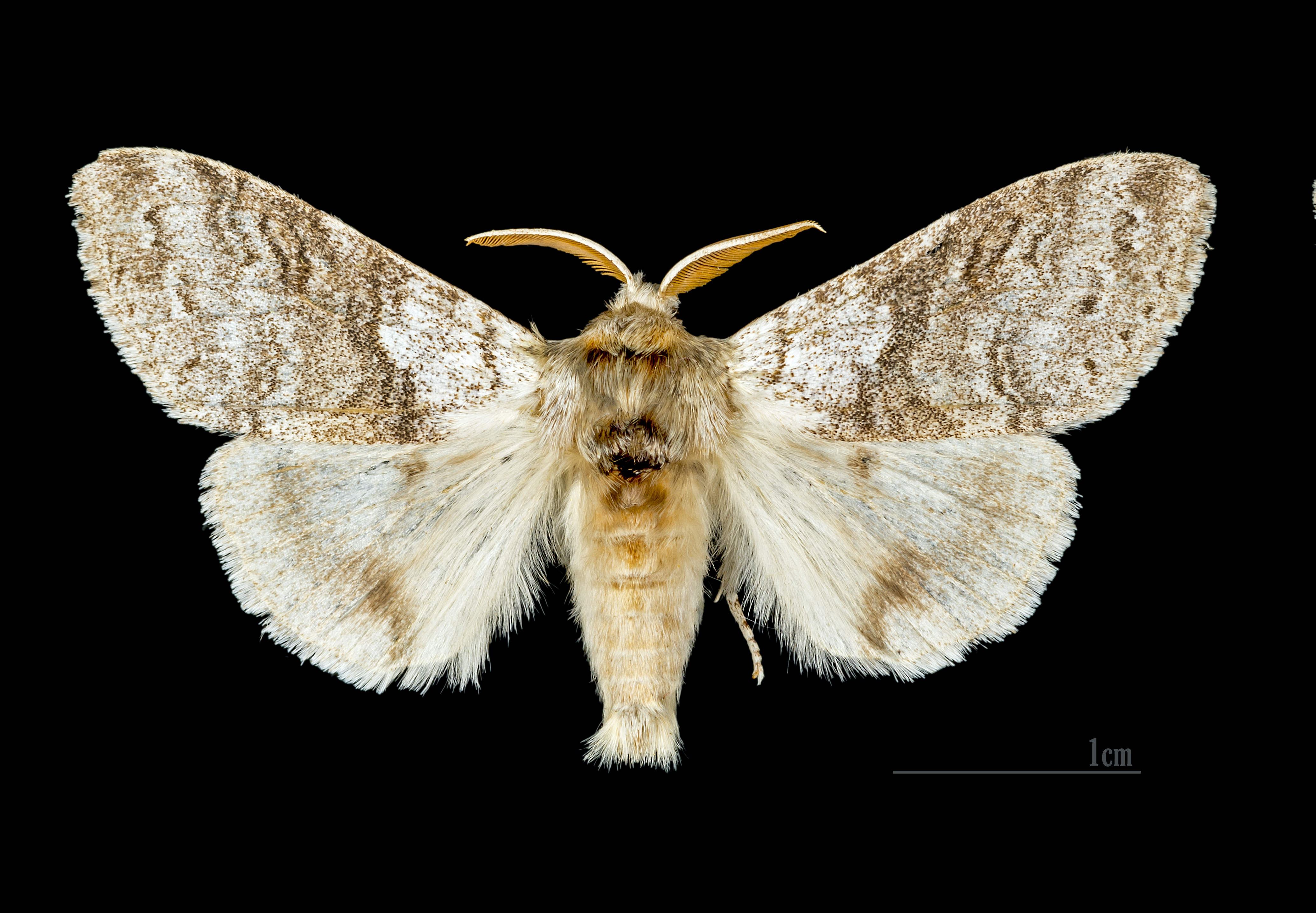
Sbírkový exemplář
(samec)

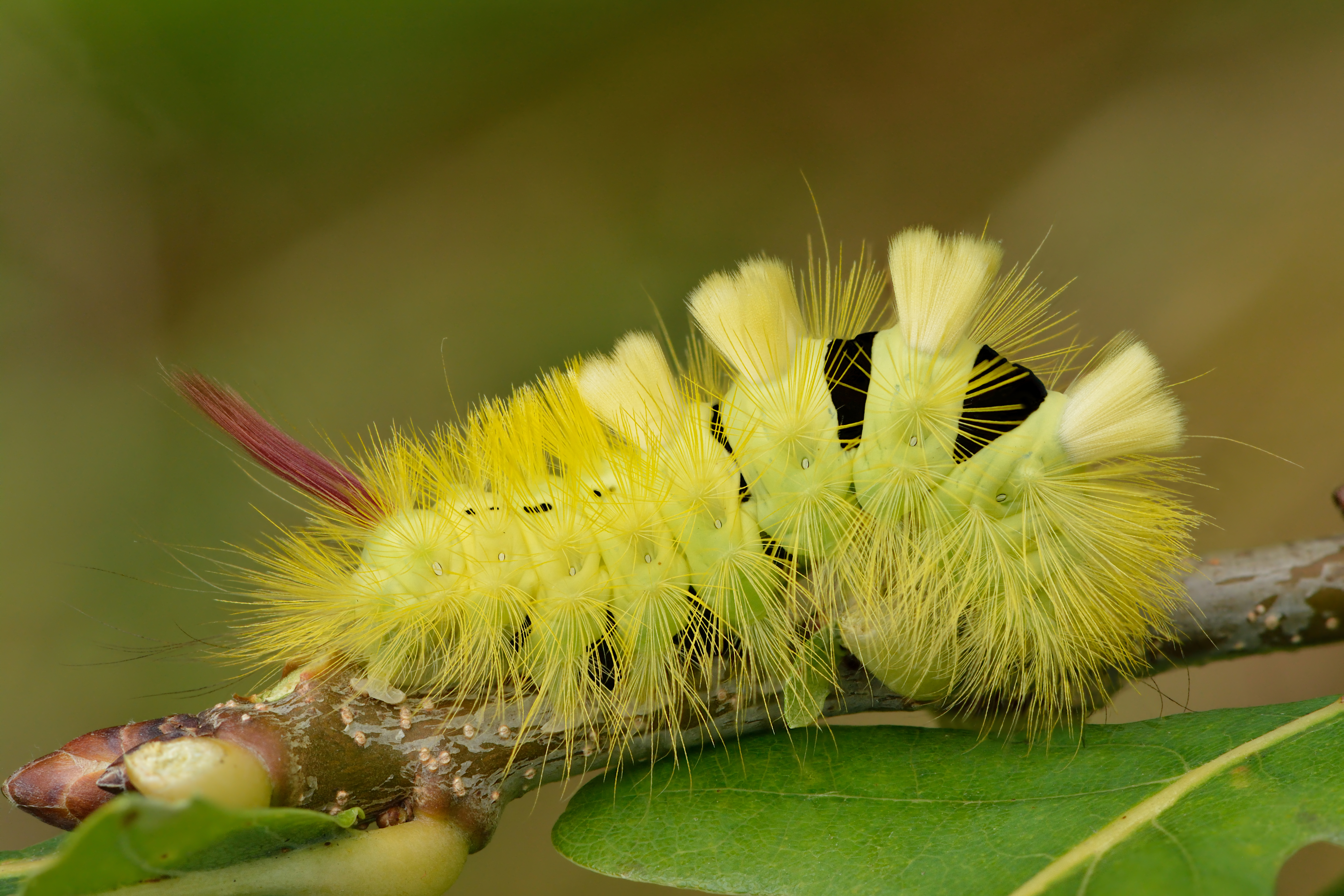
Housenka v obranném postoji

Délka předního křídla samice se pohybuje mezi 25–29 mm, u samce 21–25 mm. Samice jsou nejen celkově větší, ale také fyzicky robustnější. Zbarvení je poměrně nenápadné, základní barvou těla i křídel je stříbrošedá či okrově šedá. Na předních křídlech jsou 3–4 příčné klikaté čáry, zadní křídla jsou světleji šedá. Kresba je výraznější u samců, u kterých může být navíc pole mezi čarami tmavě zbarvené. Lze se setkat i s celkově tmavými jedinci s potlačenou kresbou (forma concolor). Tykadla jsou u samic krátce hřebenitá, tykadla samců mají hřebínky delší a žlutohnědě zbarvené.
Vajíčka jsou hladká, šedomodrozelená.
Housenka je už od vylíhnutí silně ochlupená. Základní barvou je žlutozelená, předěly mezi tělními články jsou sametově černé. Hlava je zbarvena stejně jako tělo; je kulatá a poměrně velká. Na hřbetě jednotlivých článků trčí štětcovité svazky žlutých chlupů, na 11. článku se nachází delší svazek růžových chlupů, obrácený směrem dozadu. Ochlupení i zbarvení je nejvýraznější na 4.–7. tělním článku, což souvisí s obranným chováním housenky, která v případě podráždění schoulí přední část těla a vystaví tak nepříteli kontrastní žluto-černé plochy, orámované hustým ochlupením. Vzácněji se vyskytují i housenky s odlišnou základní barvou: mohou být rezavé, okrové i hnědé; u tmavě zbarvených housenek je i ocasní štěteček zbarven hnědě až černě. Také u housenek lze určit pohlaví podle velikosti: dorostlé samčí housenky bývají menší (40–45 mm) než samičí (50–55 mm).
Také kukla má na hřbetě článků chomáčky krátkých žlutavých štětinek. Je světle hnědá, uložená v kokonu.

## Rozšíření
Vyskytuje se v Evropě, ve střední Asii a také na západu Sibiře. V České republice je běžným druhem.

Lze se s ním setkat od nížin do hor v různých typech listnatých lesů (zejména v bučinách a doubravách). Vyskytuje se také v parcích a zahradách.

## Bionomie
Motýli létají od května do července, vzácně pak také v neúplné druhé vlně v září. Aktivní jsou především v noci, kdy se s nimi lze setkat také u umělých zdrojů světla, na které naletují. Přes den sedávají na kmenech stromů, přičemž silně ochlupený první pár nohou mají vysunutý do typického tvaru písmene „V“ před tělo, takže to vypadá, jako by motýl na nohách visel. Samice kladou vajíčka v malých skupinkách na povrch kůry stromů, obvykle 3–4 m nad zemí. Housenky se líhnou přibližně po dvou týdnech. Živí se listím široké palety listnatých dřevin včetně ovocných stromů. Lze je nalézt například na buku, dubu, bříze, jilmu, vrbě, lípě, hlohu, hrušni, jabloni, ořešáku, lísce, ale také maliníku a ostružiníku. Žír dokončují v říjnu a poté se kuklí v dvouvrstvém zámotku mezi opadanými listy živné rostliny. Přezimujícím stádiem je kukla.

## Hospodářský význam
Někdy je vnímán jako škůdce kulturních porostů. Na ovocných dřevinách působí škody jen velmi vzácně, rizikovější jsou gradace v bukových lesích, kde může dojít k lokálnímu přemnožení (naposledy na Moravě v 80. letech 20. století. Významnost je snížena tím, že žír housenek kulminuje až na konci vegetačního období živných rostlin. V nutných případech lze použít přípravky na bázi Bacillus thuringiensis, na které jsou housenky velmi citlivé. Housenky napadá také velké množství přirozených parazitů, například lumci rodu Pimpla, Ichneumon a další. Ve vlhkých letech mohou také housenky i kukly napadat houby, např. Cordyceps militaris.

## Galerie

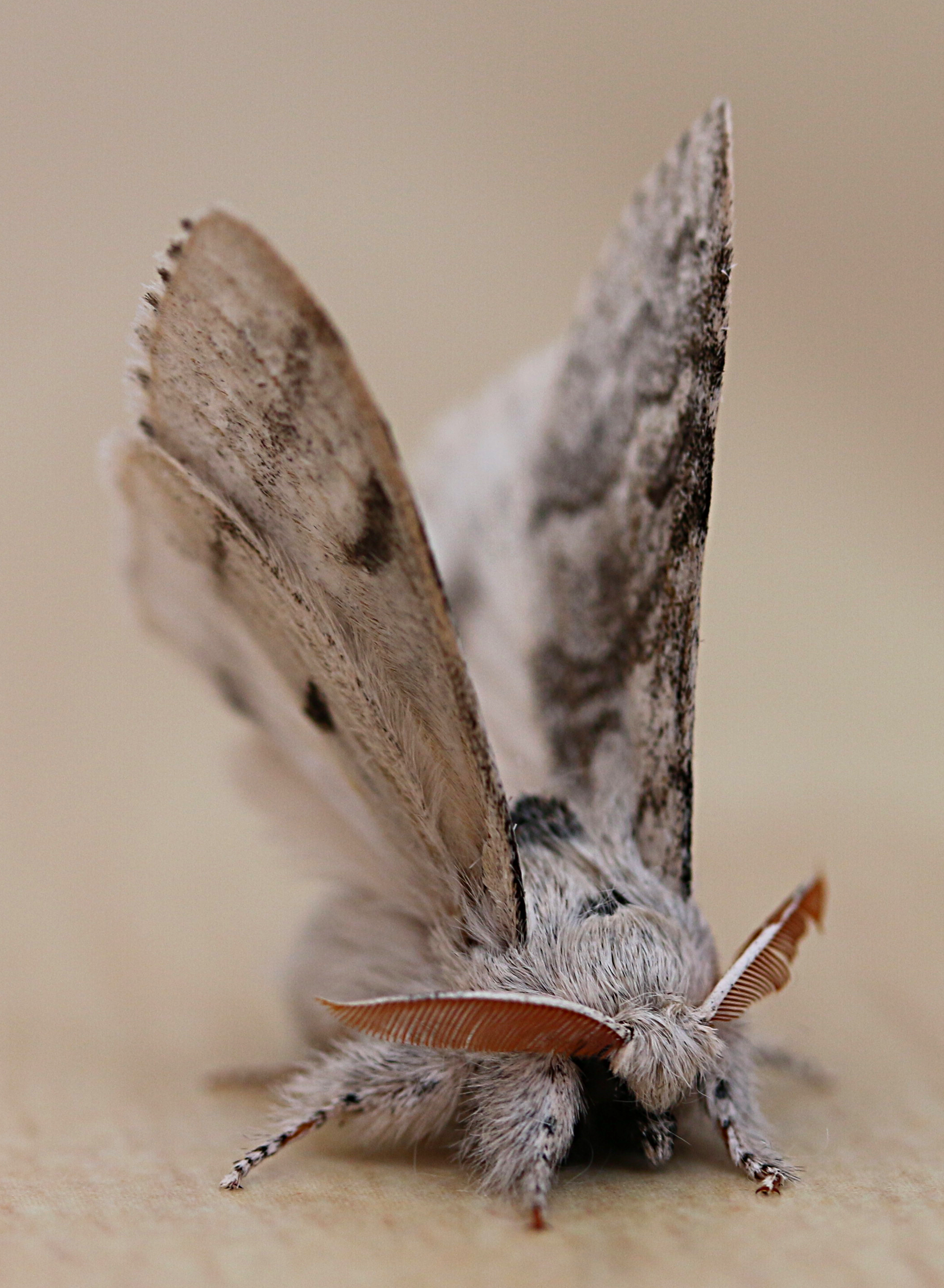
Dospělý samec v obranném postoji
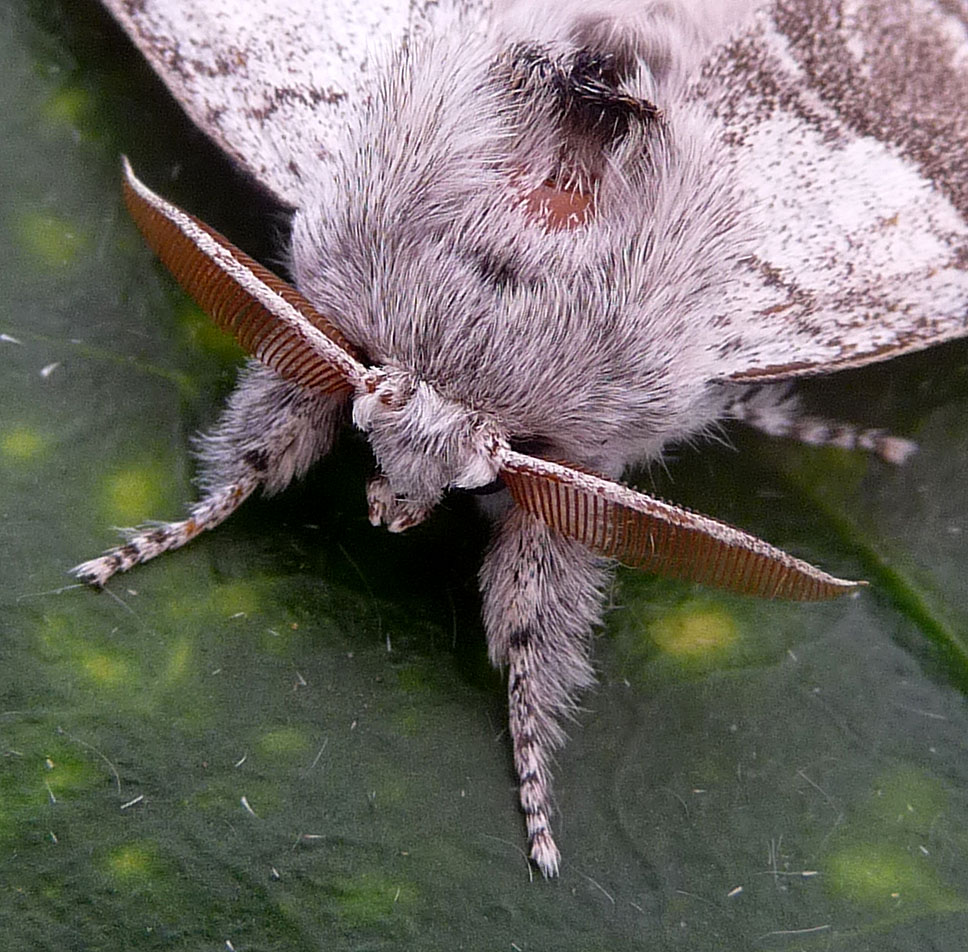
Detail tykadel samce
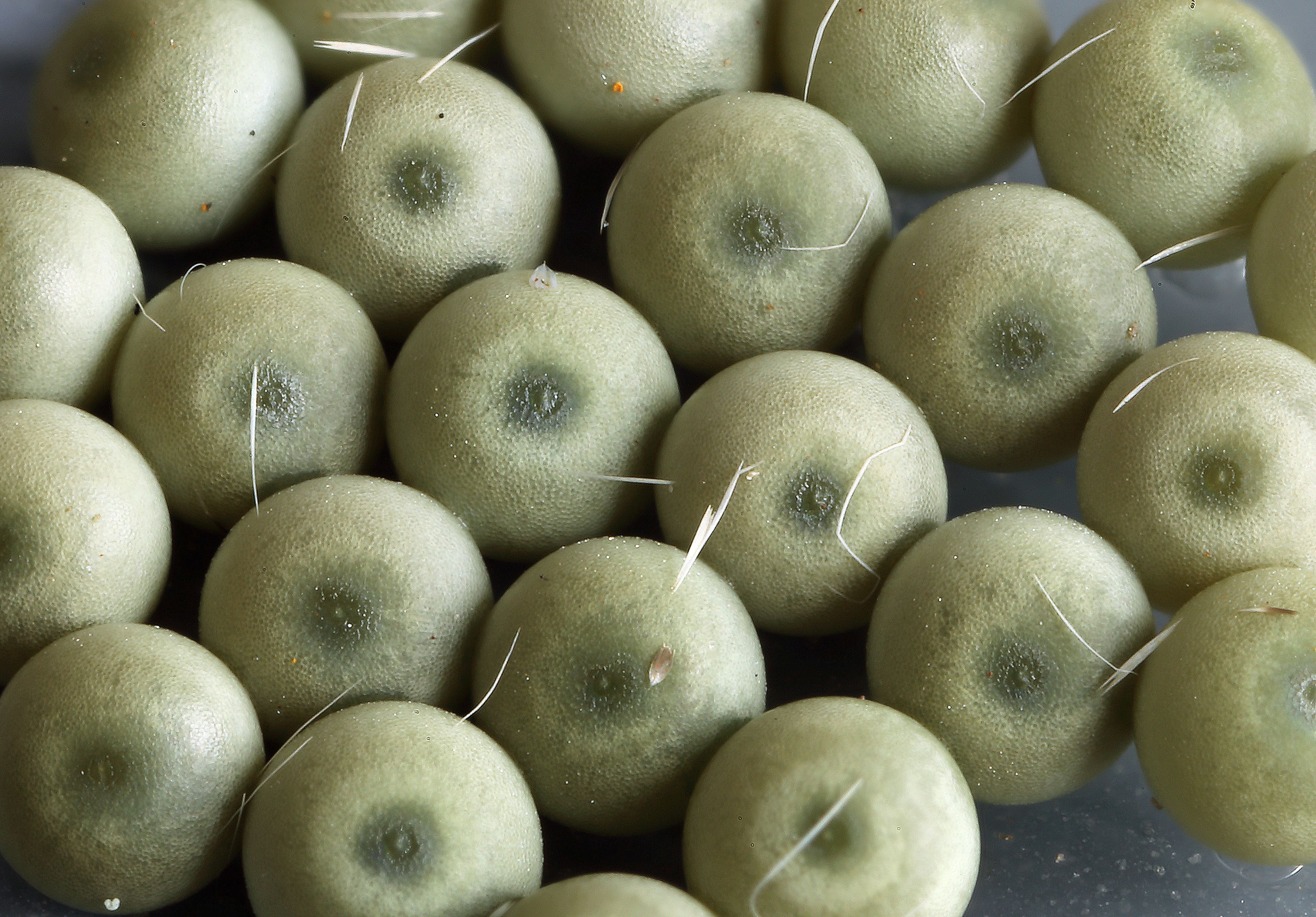
Detail nakladených vajíček
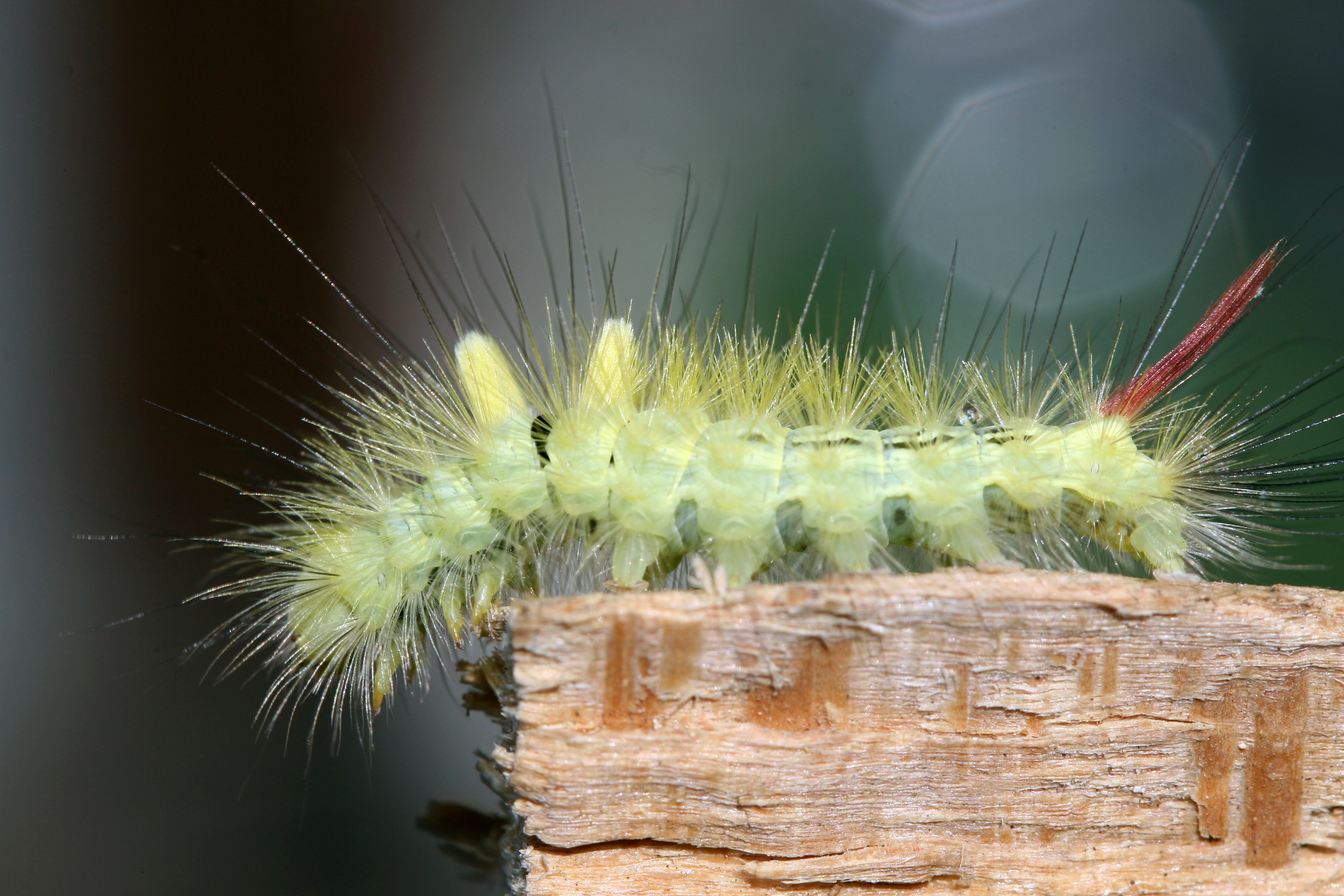
Housenka
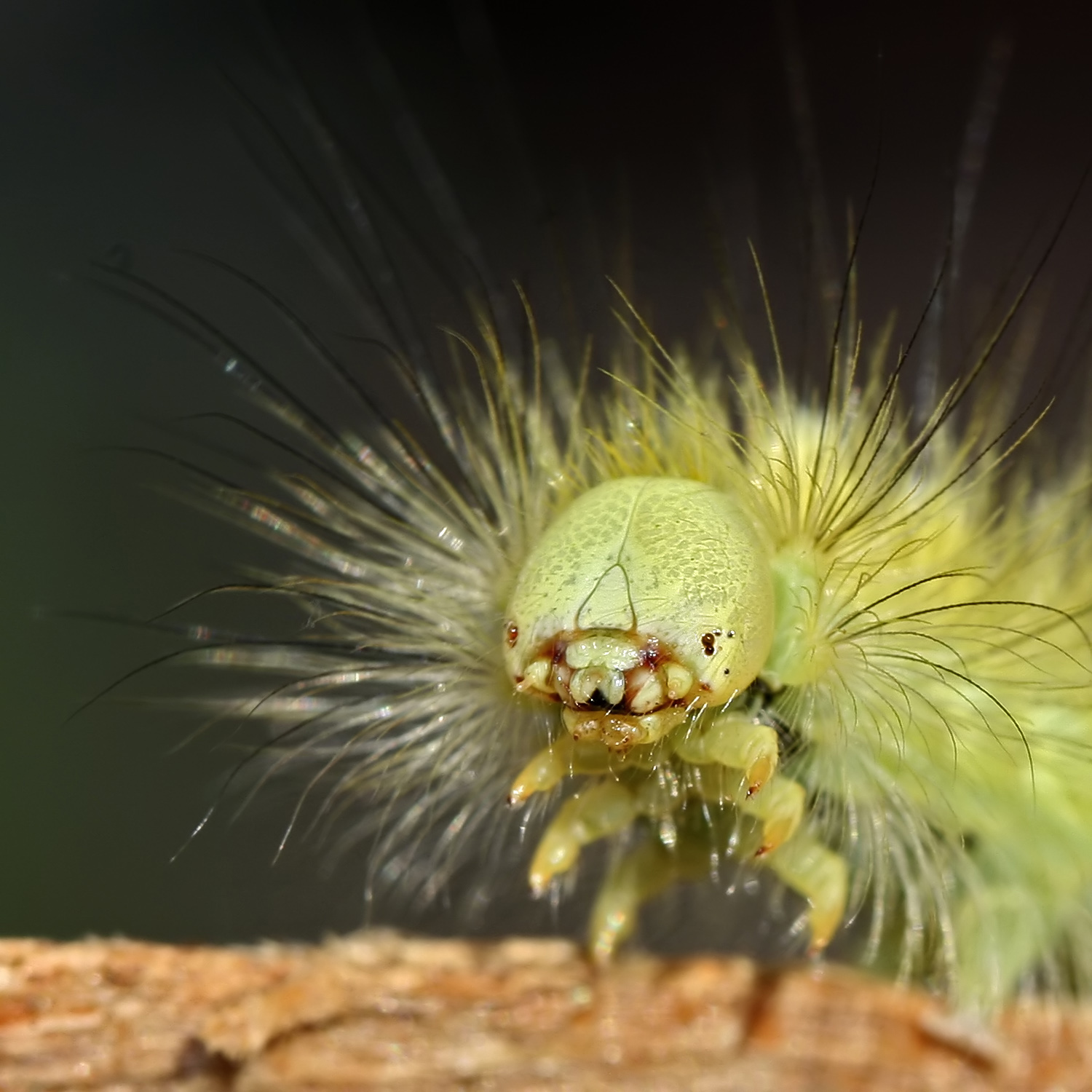
Detail hlavy housenky
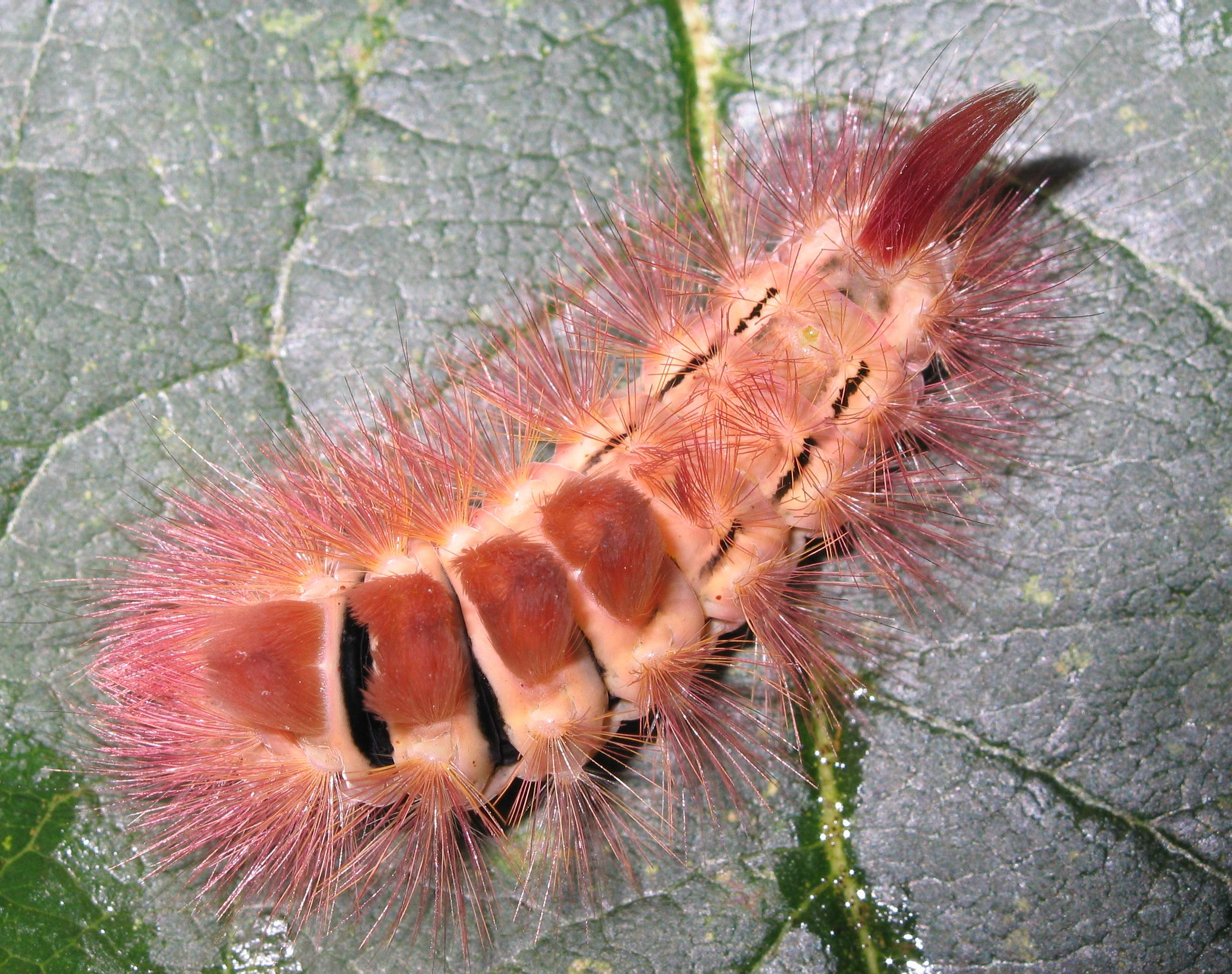
Červená barevná forma housenky